# کوه‌های یریمنتائو
کوه‌های یریمنتائو (به قزاقی: Yereymentau Mountains) یک رشته‌کوه در قزاقستان است که در استان آق‌مولا واقع شده‌است. کوه‌های یریمنتائو ۹۰۱ متر بالاتر از سطح دریا واقع شده‌است.